# Parabel
Le Parabel (en russe : Парабель) est une rivière de Sibérie occidentale, en Russie. Long de 308 km, cet affluent de l'Ob arrose la partie  centrale de l'oblast de Tomsk. Son bassin versant s'étend sur 25 500 km2.

## Géographie
L'ensemble de son cours est situé dans la plaine de Sibérie occidentale, dans une région de marécages et de forêts très faiblement peuplée (moins de 0,5 habitant/km2). La rivière est formée par la jonction des rivières Tchouzik et Kenga, qui prennent leur source dans les marais de Vassiougan. Avant de se jeter dans l'Ob, elle se divise en deux bras dont le second rejoint l'Ob 50 km plus au nord que le premier.
La rivière est gelée de mi-octobre/début novembre à fin avril/début mai. La rivière Parabel est un axe de circulation et de transport des marchandises important dans la région. Le premier pont a été jeté sur le Tromegan en 2000 et a permis de désenclaver le raïon de Kargassokski en établissant un lien routier permanent avec la capitale régionale Tomsk.

## Affluents
- le Tchouzik
- la Kenga

## Hydrométrie - Les débits à Novikovo
Le débit du Parabel a été observé pendant 40 ans (durant les années 1957-2000) à Novikovo, localité située à quelque 275 kilomètres de son confluent avec l'Ob.
À Novikovo, le débit inter annuel moyen ou module observé sur cette période était de 74,2 m3/s pour une surface prise en compte de 17 900 km2, soit plus ou moins 70 % de la totalité du bassin versant de la rivière qui en compte 25 500.
La lame d'eau écoulée dans cette partie du bassin atteint le chiffre de 131 millimètres par an, ce qui doit être considéré comme moyen, et résulte de la modération des précipitations observées dans la majeure partie de son bassin.
Rivière alimentée en grande partie par la fonte des neiges, le Parabel est un cours d'eau de régime nivo-pluvial.
Les hautes eaux se déroulent au printemps, en mai et en juin, ce qui correspond au dégel et à la fonte des neiges de son bassin. Au mois de juillet, le débit baisse fortement, puis se stabilise en baissant légèrement tout au long du reste de l'été et de l'automne.
Au mois de décembre, le débit de la rivière chute à nouveau, ce qui constitue le début de la période des basses eaux. Celle-ci a lieu de décembre à mars inclus et correspond aux gels de l'hiver qui envahissent toute la région.
Le débit moyen mensuel observé en mars (minimum d'étiage) est de 19,3 m3/s, soit plus ou moins 6,5 % du débit moyen du mois de mai, maximum de l'année (291 m3/s), ce qui montre une amplitude des variations saisonnières assez modérée pour la Sibérie. Sur la durée d'observation de 40 ans, le débit mensuel minimal a été de 12,7 m3/s en mars 1981, tandis que le débit mensuel maximal s'élevait à 622 m3/s en mai 1999.
En ne considérant que la période estivale, la seule vraiment importante car libre de glaces (de mai à octobre inclus), le débit mensuel minimal observé a été de 20,4 m3/s en août 1982, ce qui restait tout à fait confortable, et souligne une fois de plus la modération du régime du Parabel.